# Audi R15 TDI
Pour les articles homonymes, voir R15.
L'Audi R15 TDI est une voiture de course prototype de catégorie LMP1, construite par le constructeur allemand Audi AG en 2009, qui succède à la R10, triple victorieuse aux 24 Heures du Mans et concurrente des Peugeot 908. Elle évolue en Audi R15+ TDI en 2010 puis est remplacée par la R18 en 2011.

## Sport automobile
La voiture est vue pour la première fois en décembre 2008, trois mois avant son début officiel en Floride aux 12 Heures de Sebring, le 21 mars 2009, où elle remporte la victoire devant la Peugeot 908 no 8.
Trois R15 TDI participent aux 24 Heures du Mans 2009 avec l’équipe allemande Audi Sport Team Joest. La meilleure d'entre elles se classe troisième : c'est la première défaite du groupe Volkswagen dans la Sarthe après une longue série de succès, de 2000 à 2008, à l'exception de 2003 où Bentley, autre marque du groupe, s'impose.

## Technique
Tout comme la R10, la R15 utilise un moteur Diesel turbocompressé bien que le moteur de la R15 soit plus petit que celui de la R10. L'Audi R15 abandonne le V12 de la R10 au profit d'un V10 5,5 L plus compact et plus léger, développant près de 600 ch et 1 050 N m. Ulrich Baretzky, responsable moteur, explique ce changement par le fait que « le règlement a rendu le V12 moins optimal ».
L'aérodynamique fait l'objet de nombreuses études de dynamique des fluides sur ordinateurs, à l'image de l'Audi A4 DTM victorieuse en 2008. Comme l'explique Ralf Jüttner, directeur technique, « avec l’Audi R10, nous avions conçu la première voiture de course moderne à moteur diesel. Nous nous étions concentrés sur le moteur, complètement nouveau pour nous. Avec l’Audi R15, tout en faisant évoluer le moteur, nous avons surtout innové sur le châssis et l'aérodynamique ». 

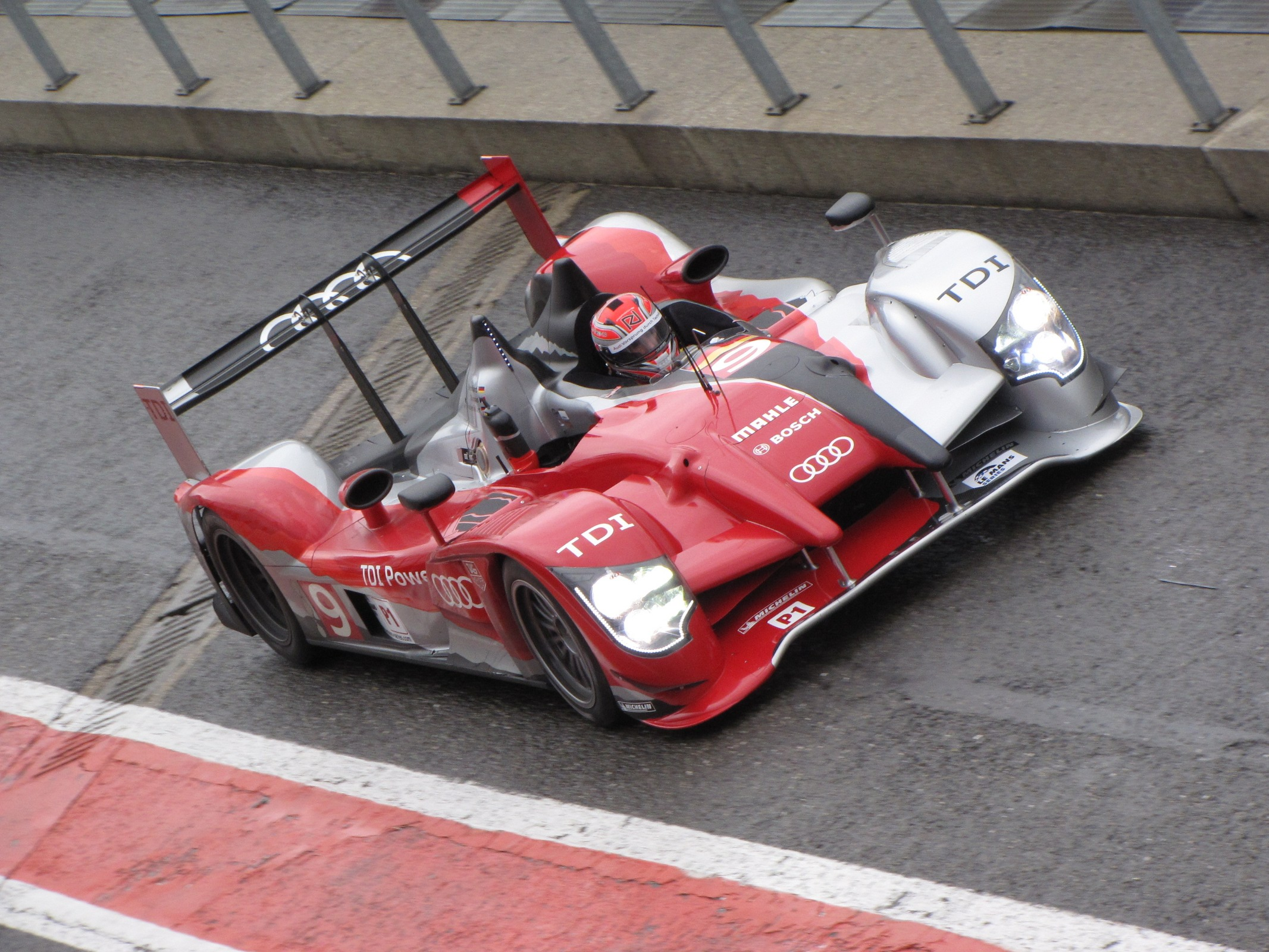
La R15 TDI Plus aux 1 000 kilomètres de Spa 2010

L'aérodynamisme de la R15 évolue avec un nez travaillé pour améliorer la pénétration dans l'air, un aileron arrière suspendu, de nombreux décrochements sur le capot arrière et des flancs entaillés par des prises d’air et des sorties. Au niveau du châssis, les suspensions sont remontées et l'empattement allongé pour favoriser la stabilité.
Le système électrique dispose d'une nouvelle batterie lithium-ion de 15,2 volts, plus petite et plus légère pour la même puissance qu'une batterie au plomb conventionnelle. À l'image des Audi de tourisme, l'éclairage bénéficie de LED moins énergivores. La R15 inaugure par ailleurs un nouveau filtre à particules.

## Courses

### Saison de course 2009

#### Sebring 2009
La première utilisation de deux Audi R15 a eu lieu le 21 mars 2009 lors de la course des 12 Heures de Sebring. Les pilotes Rinaldo Capello, Tom Kristensen et Allan McNish ont gagné avec un nouveau record du tour.

#### Le Mans 2009
Lors de la course des 24 Heures du Mans les 13 et 14 juin 2009, les Audi ont dû s’incliner face à la Peugeot 908 HDi FAP concurrente, également équipée d’un moteur diesel, qui a pris les deux premières places. Le vainqueur était la Peugeot 908 HDi FAP avec le numéro de départ 9 (David Brabham, Marc Gené et Alexander Wurz).
Étant donné que la deuxième journée de test a été annulée en 2009 et qu’une seule journée de test (pluvieuse) était donc disponible, les deux jours de course suivants, ensoleillés à 28 degrés, ont entraîné des problèmes avec la configuration de la R15. Selon Audi, les températures élevées pendant le premier tiers de la course ont provoqué un grave sous-virage sur les trois véhicules, auquel il n’aurait été possible d’y remédier qu’en installant de nouvelles ailes avant. De plus, les températures diurnes élevées du samedi et du dimanche ont entraîné une usure accrue des pneus sur le circuit. Ces particules de saleté se sont déposées dans les entrées de refroidissement, provoquant une forte augmentation de la température, en particulier dans la zone du turbocompresseur. Par conséquent, les entrées de refroidissement devaient être régulièrement nettoyées à l’air comprimé lors des arrêts de ravitaillement, ce qui entraînait une perte de temps imprévue.
L’Audi avec le numéro de départ 2 a abandonné après une erreur de conduite de Lucas Luhr, qui a franchi les bordures dans le premier des virages Porsche, a quitté la piste et a heurté le mur de pneu à l’envers. L’Audi avec le numéro de départ 3 a été repoussée loin dans le classement en raison d’un changement de pompe à injection haute pression qui a duré deux heures, elle a terminé la course à la 17e place. Du coup, seule l’Audi n°1 avec Rinaldo Capello, Tom Kristensen et Allan McNish est restée en tête. Peu avant la fin de la course, un amortisseur cassé sur l’essieu arrière droit a permis à la Lola-Aston Martin LMP1, qui a terminé quatrième, de rattraper l’Audi, mais elle n’était plus en mesure de mettre en danger la place sur le podium pour la dernière Audi qui avait une bonne chance de remporter la course.

### Saison de course 2010
En décembre 2009, Audi Sport dévoile le programme 2010 de la nouvelle R15+ TDI, une évolution de la R15 TDI. Les changements visibles sont considérables et les défauts de la première R15 signalés par les pilotes sont rectifiés.

#### Le Castellet 2010
Contrairement aux années précédentes Audi ne participe pas aux 12 Heures de Sebring, mais participe aux 8 Heures du Castellet sur le Circuit Paul-Ricard, cela a été le premier test de course sérieux de la saison de course 2010 pour la nouvelle Audi R15 (Plus). La R15 pilotée par Allan McNish et Rinaldo Capello a pu remporter la course, devant la Lola-Aston Martin LMP1 - pilotée par Stefan Mücke, Harold Primat et Adrián Fernández - en deuxième position et la Lola Rebellion Racing de Jean-Christophe Boullion, Guy Smith et Andrea Belicchi à la troisième place.

#### Spa Francorchamps 2010
Audi a participé aux 1 000 km de Spa pour préparer les 24 Heures du Mans. Dans une course éclipsée par le chaos (dont 40 minutes de coupure totale de courant pendant lesquelles les groupes électrogènes de secours ont également tourné à vide), caractérisée par de nombreux changements de pneus, des accidents et des phases de voiture de sécurité dues à de fréquentes averses de pluie, l’équipe Audi a dû se battre avec leur nouvelle R15+, s’installant aux 3ème, 5ème et 12ème places. Comme les Audi roulaient déjà en version Le Mans (en test pour les 24 heures, donc seulement avec une position d’aile très plate et donc peu d’appuis), elles ne pouvaient tenir tête aux Peugeot, qui ont aussi eu plus de chance dans leur choix de pneus, que dans les phases de course sèche avant de les laisser partir à la fin.

#### Le Mans 2010
Aux 24 Heures du Mans 2010 les 12 et 13 juin 2010, après une course par temps sec, sans faute et aussi l'abandon des 4 Peugeot 908 HDI FAP, la nouvelle Audi R15 + s'impose avec un triplé, dix ans après le premier triplé et première victoire de l'Audi R8 au Mans. Mike Rockenfeller, Timo Bernhard et Romain Dumas ont célébré la victoire, tandis que Marcel Fässler, André Lotterer et Benoît Tréluyer ont pris la deuxième place. Rinaldo Capello, Allan McNish et le recordman Tom Kristensen sont arrivés troisièmes.

#### Intercontinental Le Mans Cup 2010
Après le Mans Audi participe avec Peugeot au nouveau Challenge de l’Intercontinental Le Mans Cup mis en place par l’ACO. Ce mini-championnat est un rassemblement d’épreuves des séries « Le Mans » de trois continents : les 1 000 km de Silverstone dans le cadre des LMS, les 1 000 miles de Road Atlanta (Petit Le Mans) dans le cadre des ALMS et, à Shanghai, l’Asian Le Mans Séries.

#### Résultats 2010
8 heures du Castelet :
- Audi N°7 - R. Capello, A. McNish : Vainqueur

1 000 kilomètres de Spa :
- Audi N°7 - T. Kristensen, R. Capello, A. McNish : 3e
- Audi N°8 - M. Fässler, A. Lotterer, B. Tréluyer : 12e
- Audi N°9 - M. Rockenfeller, T. Bernhard, R. Dumas : 5e

24 Heures du Mans :
- Audi N°9 - M. Rockenfeller, T. Bernhard, R. Dumas : 1er
- Audi N°8 - M. Fässler, A. Lotterer, B. Tréluyer : 2e
- Audi N°7 - T. Kristensen, R. Capello, A. McNish : 3e

### Saison de course 2011
Alors que la remplaçante de la R15, l'Audi R18, se prépare à prendre la relève, Audi prend la décision de ne pas l'engager lors de la première manche d'ILMC de la saison aux 12 Heures de Sebring. Une dernière version légèrement améliorée de l'Audi R15+ TDI est engagée pour défendre une dernière fois les couleurs officielles Audi.
Les voitures, qualifiées en deuxième et quatrième positions, entre leurs rivales Peugeot (1re, 3e et 5e), tiennent le rythme mais la n°1 crève deux fois d'affilée et prend six tours de retard, ruinant ses chances de victoire. La n°2 est victime d'un contact avec la Peugeot 908 n°7. Les deux voitures doivent passer également aux stands pour réparer et sont lâchées par la tête de course. Finalement, les Audi finissent quatrième et cinquième.

## Pilotes

### Saison 2009
- Audi R15 n°1 
  -  Tom Kristensen
  -  Rinaldo Capello
  -  Allan McNish

- Audi R15 n°2 
  -  Lucas Luhr
  -  Mike Rockenfeller
  -  Marco Werner

- Audi R15 n°3 
  -  Timo Bernhard
  -  Romain Dumas
  -  Alexandre Prémat

### Saison 2010
- Audi R15 n°7 (Jaune) 3nd
  -  Tom Kristensen
  -  Rinaldo Capello
  -  Allan McNish

- Audi R15 n°8 (Rouge) 2nd
  -  Marcel Fässler
  -  André Lotterer
  -  Benoît Tréluyer

- Audi R15 n°9 (Noir) Victorieuse
  -  Mike Rockenfeller
  -  Timo Bernhard
  -  Romain Dumas

## Galerie

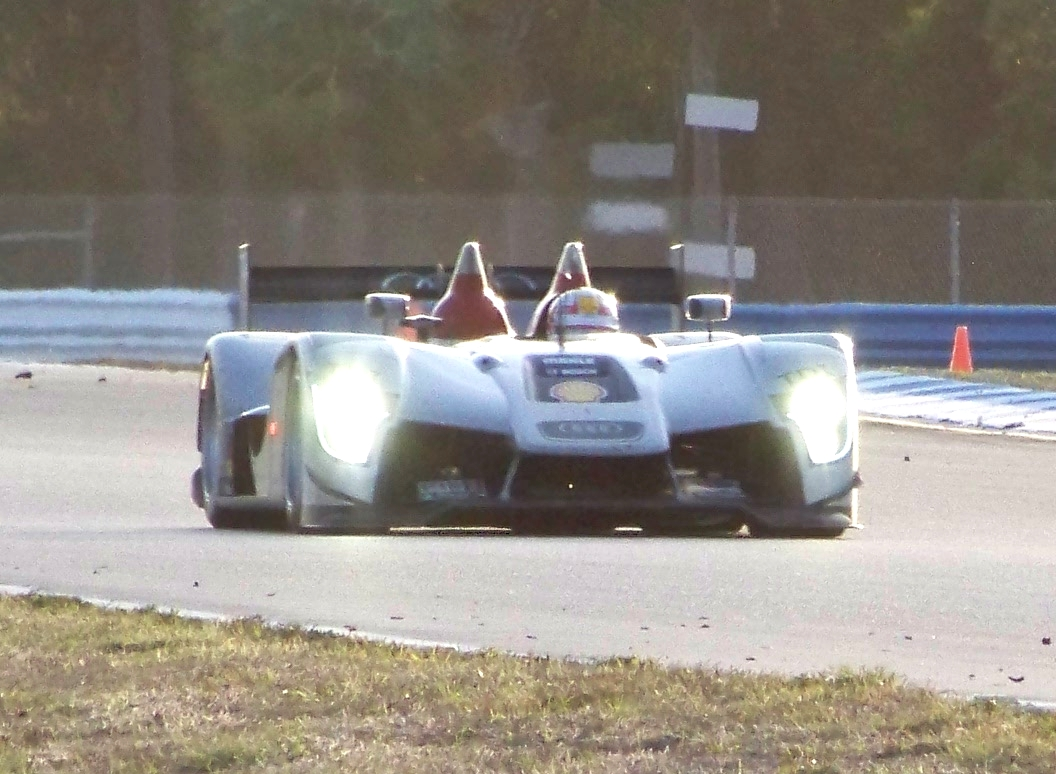
Audi R15 pilotée par Tom Kristensen lors des 12 Heures de Sebring 2009.
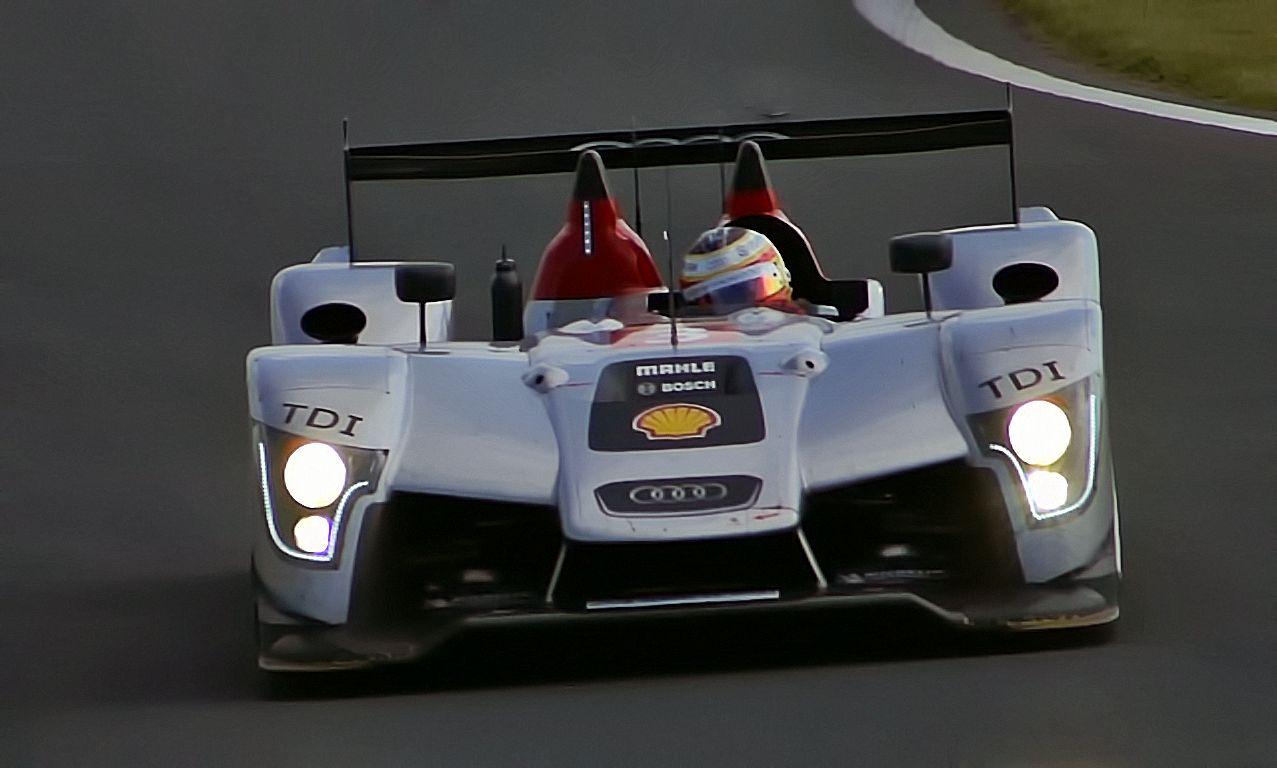
Audi R15 pilotée par Timo Bernhard lors des 24 Heures du Mans 2009.
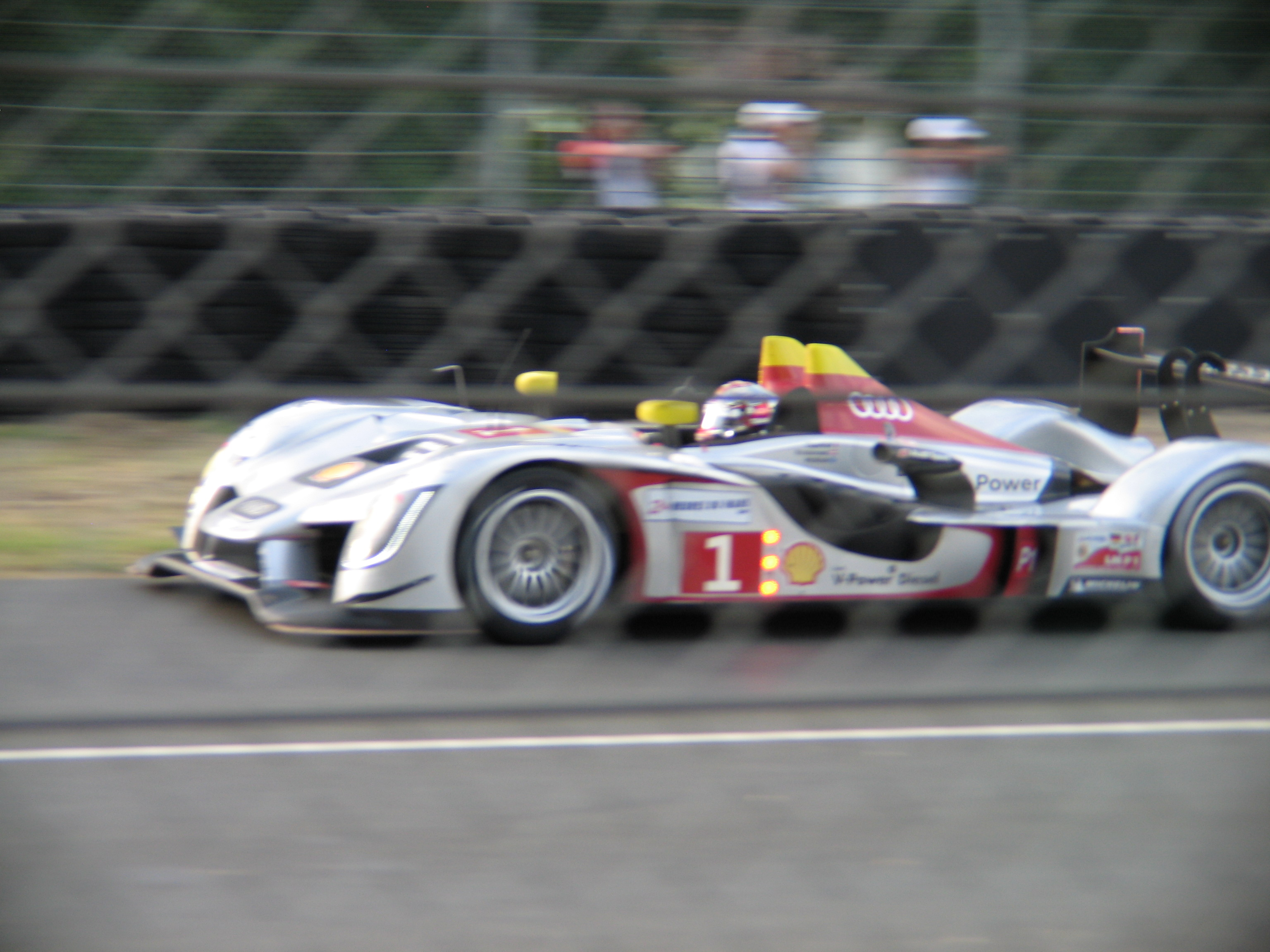
Audi R15 pilotée par Rinaldo Capello lors des 24 Heures du Mans 2009.